# Phyllocycla pegasus
Phyllocycla pegasus är en trollsländeart som först beskrevs av Selys 1869.  Phyllocycla pegasus ingår i släktet Phyllocycla och familjen flodtrollsländor. Inga underarter finns listade i Catalogue of Life.